# Semotrachia jessieana
Semotrachia jessieana är en snäckart som beskrevs av Alan Solem 1993. Semotrachia jessieana ingår i släktet Semotrachia och familjen Camaenidae. Inga underarter finns listade i Catalogue of Life.